# Grillteller

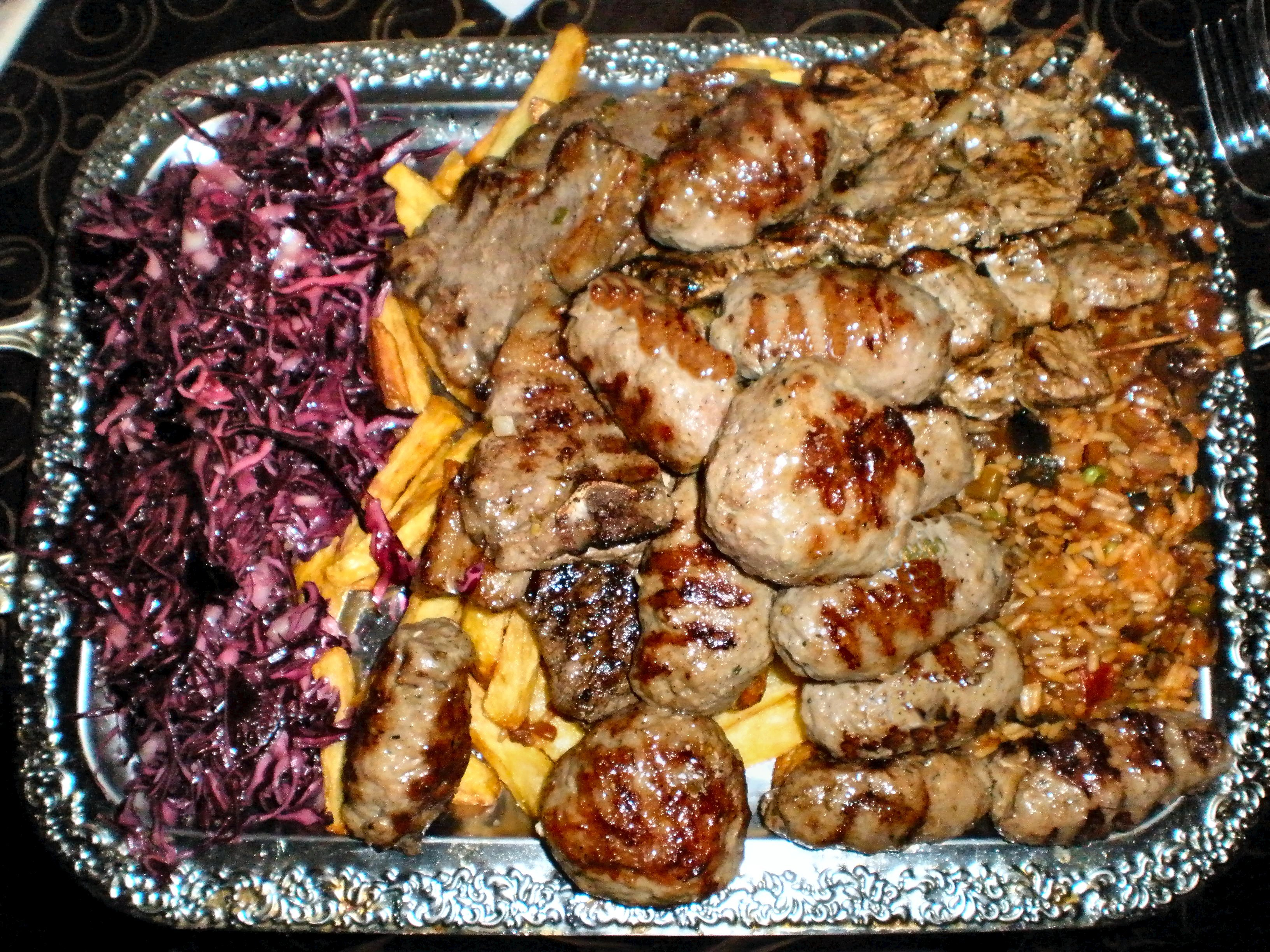
Rumänischer Grillteller mit Mici und Beilagen

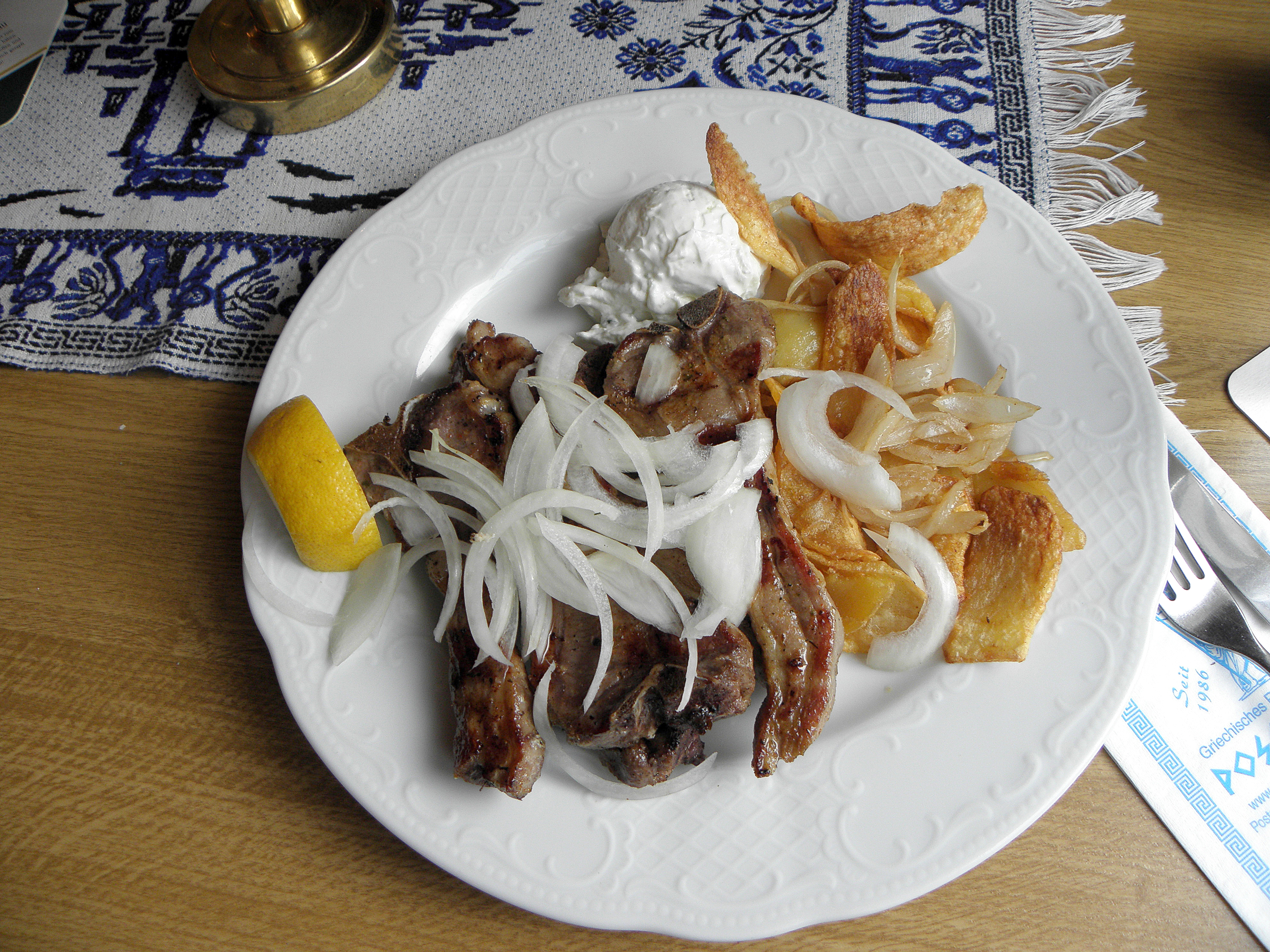
Grillteller mit Beilagen in einem griechischen Restaurant in Deutschland

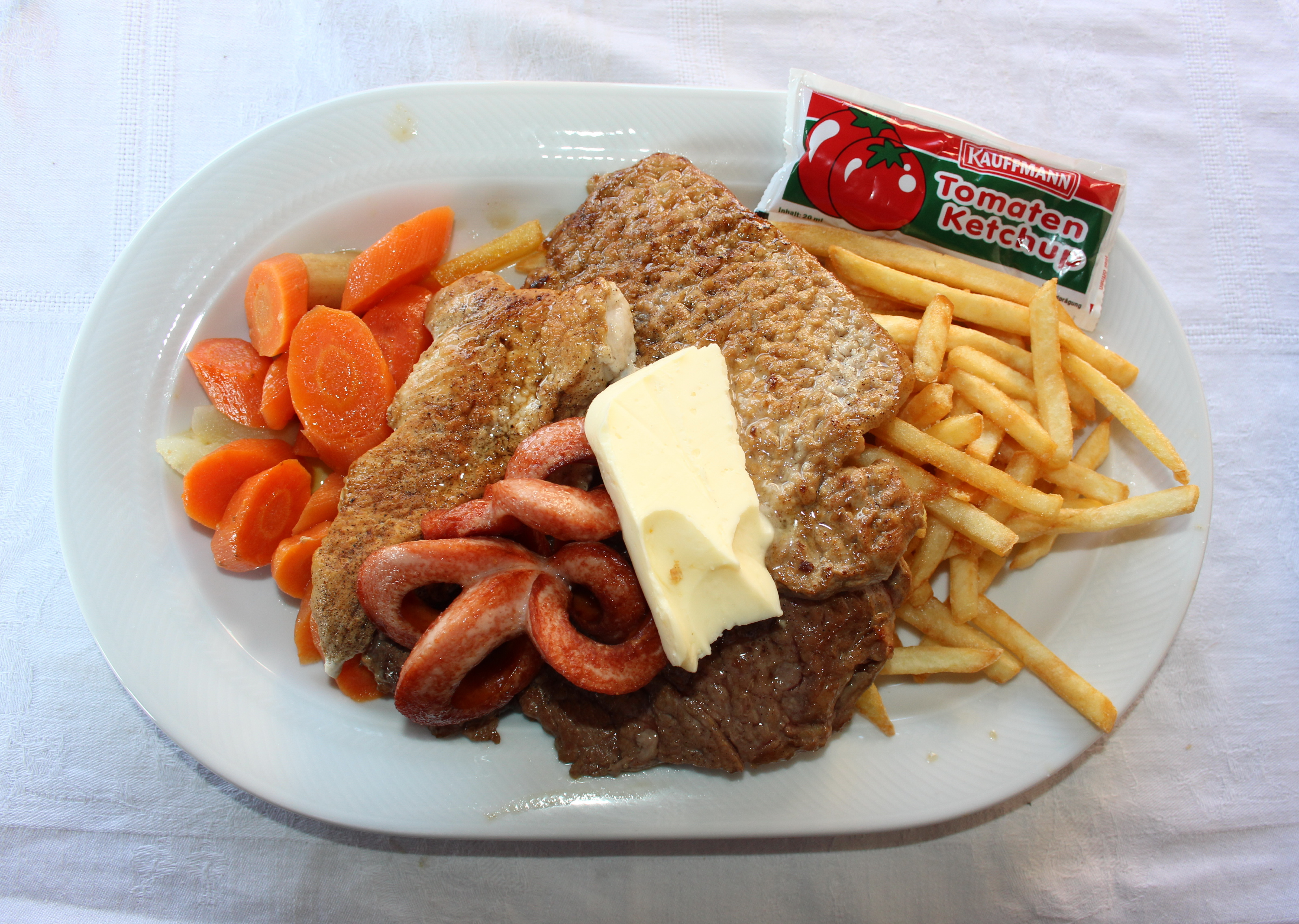
Grillteller mit Beilagen

Grillteller oder Grillplatte (engl.: Mixed grill) ist die umgangssprachliche Bezeichnung für ein Fleischgericht, das aus gegrilltem Fleisch von Schlachttieren, Geflügel und/oder zubereitetem Hackfleisch sowie Beilagen besteht. Werden mehrere Sorten Gegrilltes auf einem Grillteller arrangiert, wird das als „Mixed Grill“ bezeichnet. Analog werden auch andere portionierte Grillgerichte aus Fisch und Pflanzenprodukten so bezeichnet.

## Aufbau
Die Zubereitung bedingt, dass für das Gericht nur unpaniertes Fleisch verwendet wird. Um einen gemeinsamen Garpunkt zu haben, wird das Fleisch entsprechend zugeschnitten, und entspricht nicht dem allgemeinen Verständnis von portioniertem Fleisch. Typische Fleischteile sind Filet, Rücken und Keule, welche eine geringe Garzeit haben:
- Geflügel: Filet und Scheiben von Huhn und Pute/Truthahn
- Hackfleisch: Ćevapčići, Hacksteak, Mititei
- Kalb: Kotelett, Filet, Bries, Leber, Nieren
- Lamm: Koteletts und Filet, Leber und Nieren
- Rind (Beefsteak): Filet, Hüftsteaks, Rückensteaks
- Schwein: Schnitzel, Filet, Lachs, Leber, Nieren
- Gyros- und Döner-Fleisch

Ergänzt werden sie mit typischen Hackfleischspeisen und Spezialitäten der nationalen Küchen: Frikadellen, Hacksteak (Bifteki etc.), Ćevapčići und gebratene Würstchen; häufige Beilagen sind Reis- oder Kartoffelgerichte (Pommes frites, gebackene Kartoffeln). Ergänzt wird es um Würzsaucen und -cremes wie z. B. Ketchup, Mayonnaisen, Ajwar, Tzaziki.
Typischerweise wird zum Gericht keine Gemüsebeilage gereicht (außer gegrilltem Gemüse wie Tomaten, Paprika und Zwiebeln), sondern Salat und Essiggemüse.